# Kornmarkt 10 (Stendal)
Das Gebäude Kornmarkt 10 war ein denkmalgeschütztes Wohnhaus in Stendal in Sachsen-Anhalt.

## Lage
Es befand sich auf der Nordseite der Straße Kornmarkt in der Stendaler Altstadt. Östlich befindet sich das gleichfalls denkmalgeschützte und noch heute erhaltene Haus Kornmarkt 9.

## Geschichte

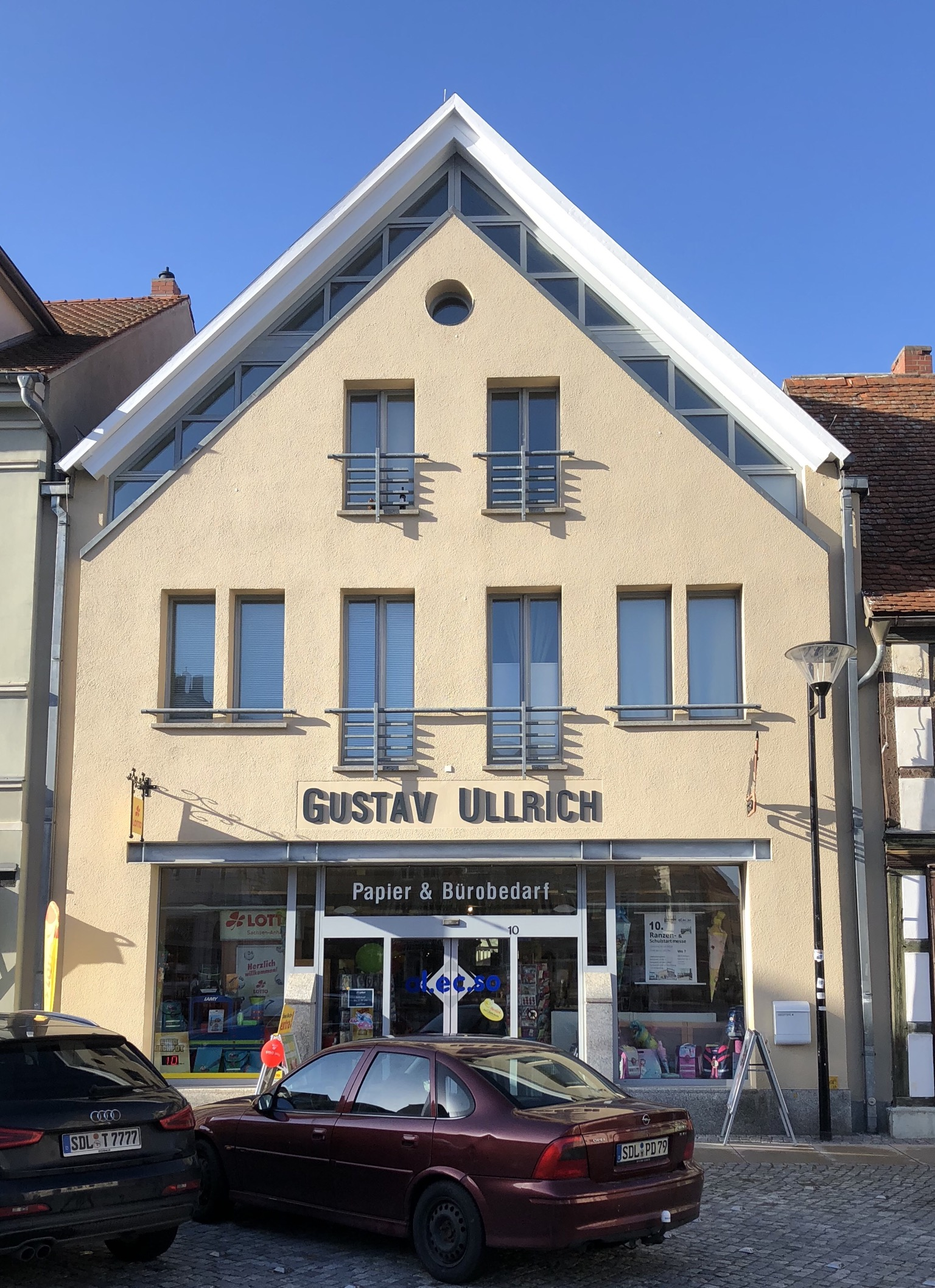
Kornmarkt 10, Neubau im Jahr 2019

Das Gebäude trug ursprünglich die Hausnummer 158. Zwischen 1876 und 1920 befand sich im Haus die Gaststätte Zum Roland bzw. Zum Luftkreuzer. Es folgte später dann auch eine Nutzung als Kaufhaus Krafft. An der Stelle des Gebäudes entstand im Jahr 1997 der heutige giebelständig zur Straße stehende Neubau. Er steht im Eigentum der Familie Ullrich, die ein in vierter Generation bestehendes Geschäft für Schreibwaren dort betreibt. Der Schreibwarenhandel war im September 1878 durch Gustav Ullrich im Haus Markt 4 als Buchbinderei gegründet worden.
Im örtlichen Denkmalverzeichnis war das Wohnhaus unter der Erfassungsnummer 094 75823 als Baudenkmal verzeichnet.